# Торрес, Анхель Виктор
Анхель Виктор Торрес Перес (исп. Ángel Víctor Torres Pérez; род. 30 марта 1966, Арукас, Канарские острова) — испанский государственный и политический деятель. Генеральный секретарь Социалистической партии Канарских островов с 2017 года. Действующий министр территориальной политики и демократической памяти Испании с 21 ноября 2023 года. В прошлом — председатель правительства Канарских островов (2019—2023).

## Биография
Родился 30 марта 1966 года в Арукасе на острове Гран-Канария. Получил степень в области латиноамериканской филологии в Университете Ла-Лагуна. В 1991 году стал профессором языка и литературы в средней школе.
В 1999 году стал заниматься политической деятельностью, когда стал муниципальным советником в Арукасе, избранным по списку Испанской социалистической рабочей партии (PSOE), в 2003–2007 годах занимал должность мэра муниципалитета.
С 2009 по 2011 год был членом Конгресса депутатов, заняв вакантное место, оставленное Хуаном Фернандо Лопесом Агиларом, когда последний был избран в Европейский парламент.
В 2011—2015 годах — мэр Арукаса.
21 июня 2015 года избран первым заместителем председателя островного совета Гран-Канарии.
В июле 2017 года был избран генеральным секретарём Социалистической партии Канарских островов.
В 2019 году по результатам региональных выборов на Канарских островах был избран членом парламента Канарских островов и достиг соглашения с лидерами «Новых Канарских островов», «Си Подемос» и «Гомеской социалистической группой», чтобы сформировать региональное правительство, которое сменило «Канарскую коалицию» спустя 26 лет правления на Канарских островах.
21 ноября 2023 года назначен министром территориальной политики и демократической памяти Испании в третьем кабинете Педро Санчеса.